# Dalongtan-Talsperre
Die Dalongtan-Talsperre (chinesisch 大龙潭水电站, Pinyin Dàlóngtán Shuǐdiànzhàn bzw. 大龙潭水利枢纽,  Dàlóngtán Shuǐlì Shūniǔ) ist eine Talsperre bei der Stadt Enshi in Hubei in Zentralchina zur Stromerzeugung und zur Wasserregulierung. Sie steht am Qing Jiang, einem Nebenfluss des Jangtsekiang.
Die Gewichtsstaumauer hat eine Höhe von 53 m, eine Länge von 172 m und ein Bauwerksvolumen von 120.000 m³, der Stausee hat eine Größe von 2396 km². Das Wasserkraftwerk hat eine installierte Kapazität von 30 MW (3 Turbinen à 10 MW). Mit dem Stau wurde 2003 begonnen, im Juli 2005 wurde die erste Turbine in Betrieb genommen, offiziell beendet wurde der Bau Ende 2005.
Beim Bau der Talsperre gab es einen Unfall an einem kleinen, 10 m hohen Kofferdamm (Fangedamm), der zur Umleitung des Flusses während der Bauarbeiten gebaut worden war. Am Donnerstag, dem 27. Mai 2004 entstand durch heftigen Regen am Oberlauf des Qingjiang ein starker Zufluss, der den Stauraum füllte, den Kofferdamm überspülte und um 5:49 Uhr nachmittags zum Einsturz brachte. 
Auch an der Baustelle hatte es am Morgen 28 mm Niederschlag gegeben. Durch die Flutwelle wurden 18 Menschen getötet. Es handelte sich um 12 Kinder aus einem Kindergarten sowie den Lehrer und den Busfahrer, die alle in einem Minibus fuhren, außerdem 4 Bauarbeiter.